# Uplands Herregårdar

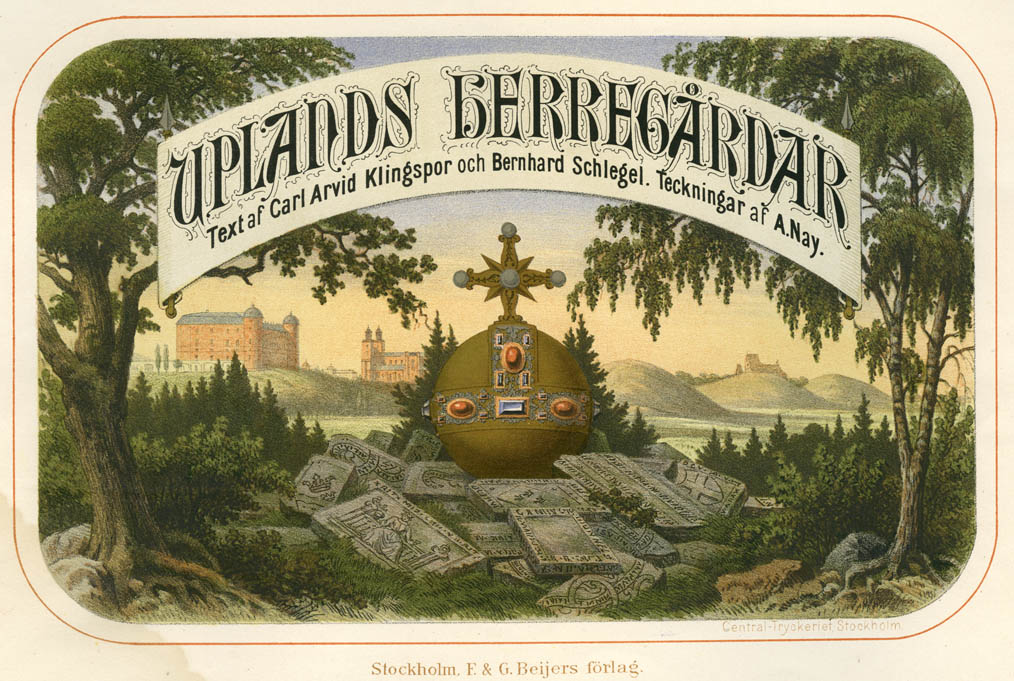
Uplands Herregårdar med beskrifande text af Carl Arvid Klingspor och Bernhard Schlegel. Panoramabild. Teckningar och litografi af Alexander Nay.

Uplands Herregårdar är ett planschverk utgivet av F. & G. Beijers förlag och tryckt 1881 i Central-Tryckeriet vid Vasagatan 14-18 (tidigare Klara Strandgatan 14-18) i Stockholm. 

## Allmänt
Uplands Herregårdar skildrar godsen i landskapet Uppland strax norr om Stockholm. Planschverket innehåller 60 kolorerade litograferade frontespisplanscher av slotten och herrgårdarna i Uppland. Teckningarna och färglitografierna i boken Uplands Herregårdar visar byggnadernas huvudfasader och har en beskrivande text av Carl Arvid Klingspor och Bernhard Schlegel. Tecknaren och akvarellisten Alexander Nay har i boken bidragit med ett femtiotal litografier.
Planschverket, som omfattar 278 textsidor i dubbla kolumner och en vikningssida samt 60 tryckta färglitografier, såldes i halvfranskt band; originalbandet har liggande rött helband med förgylld text och Upplands vapen och folioformat i 38 x 26 cm. Verket författades och tecknades åren 1877-1881. Varje herrgård har en illustration och en medföljande text. Till varje vy åtföljs av en textbeskrivning på historia, markinnehåll, produktion med mera. Uppland har alltid varit en av de rikaste distrikten i Sverige och har många finare slott och gårdar. Litografierna utfördes av Alexander Nay, han var en produktiv och skicklig konstnär som litograferade många viktiga litografiska böcker i Sverige och Danmark. Några exempel är "Sverige framstäldt i taflor med beskrifvande text av Johan August Berg" 1856, "Herregårdar uti Södermanland" 1869 och "Upsala", två utgåvor 1870 och 1877. 

## Bilder (urval)

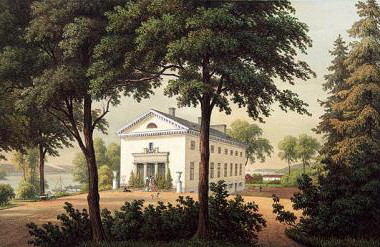
Almare-Stäkets gård, Upplands-Bro kommun
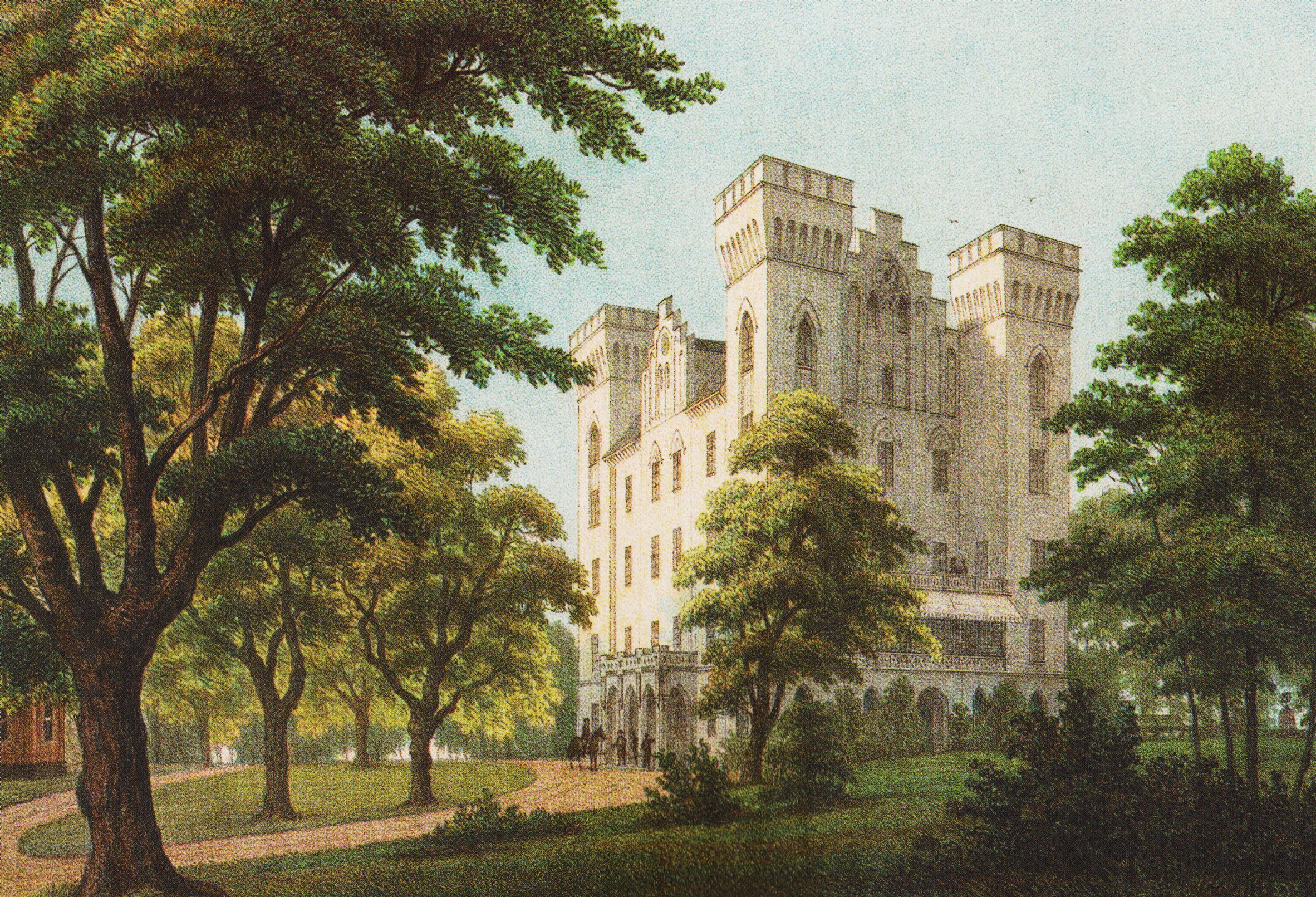
Bogesunds slott, Vaxholms kommun
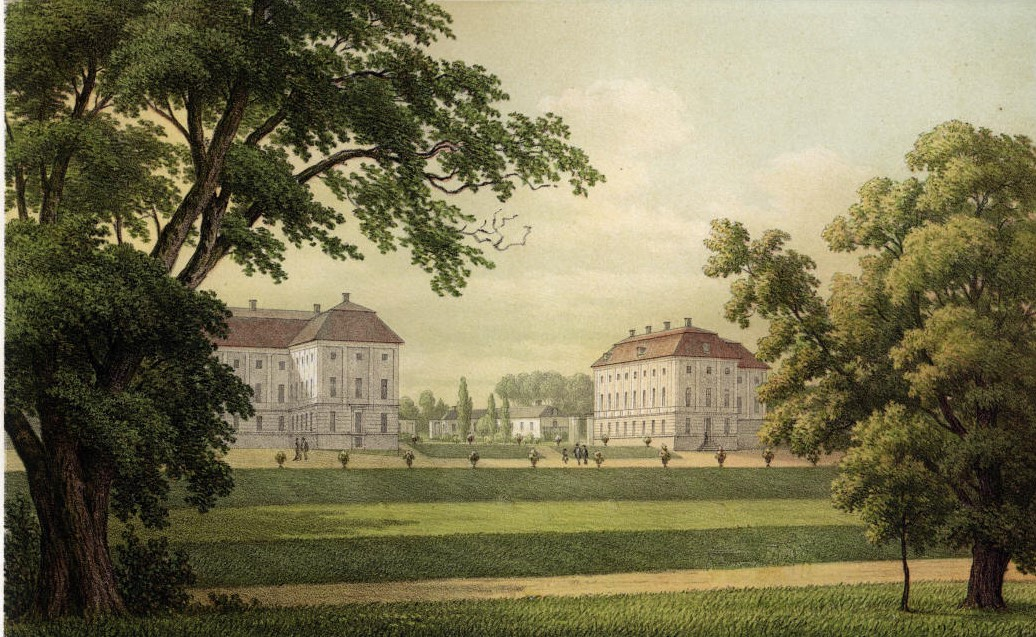
Ekolsunds slott, Enköpings kommun
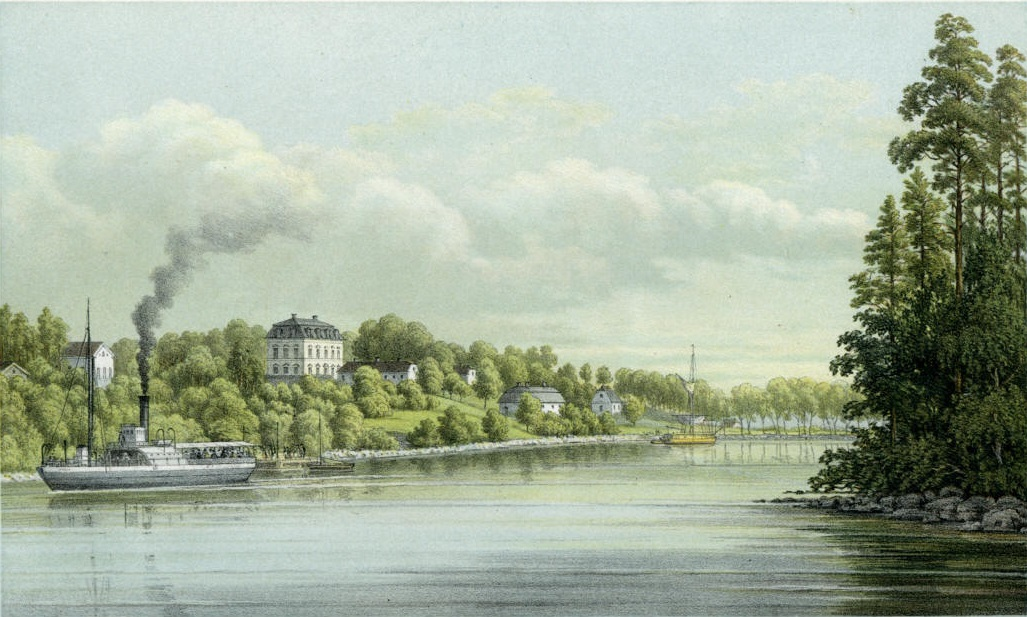
Görvälns slott, Järfälla kommun

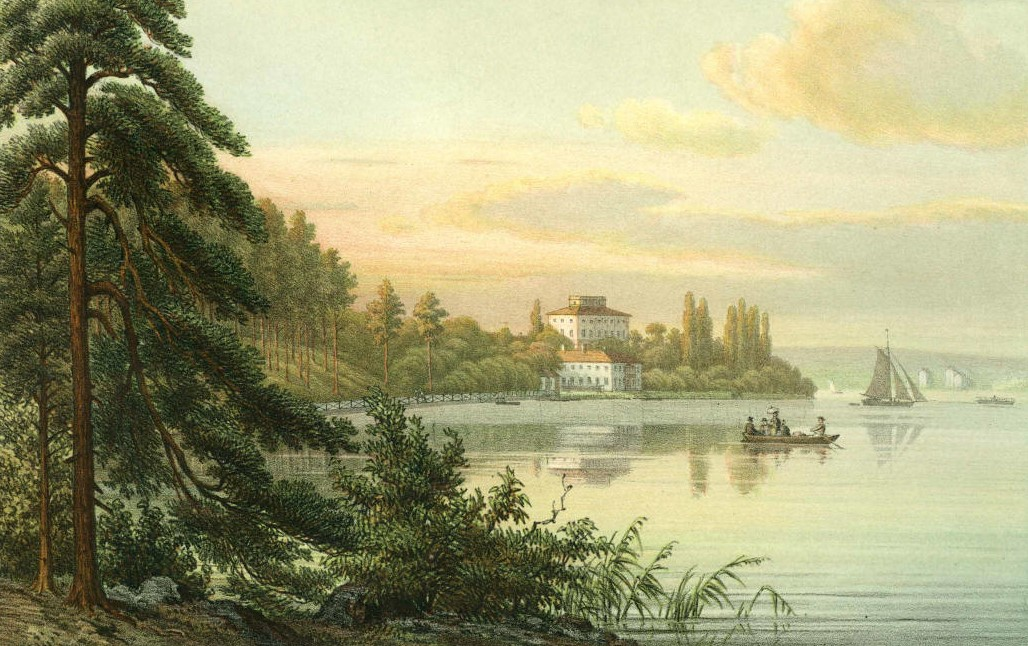
Hufvudsta gård, Solna kommun
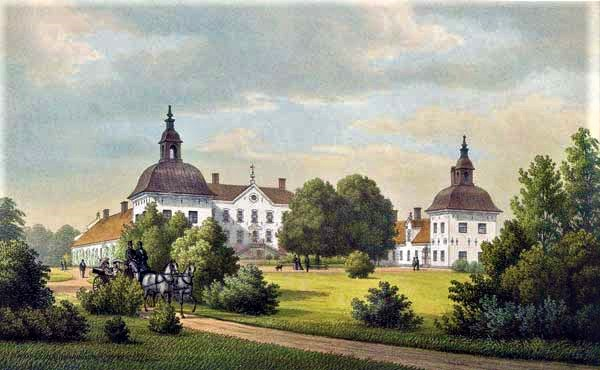
Hässelby slott, Stockholms kommun
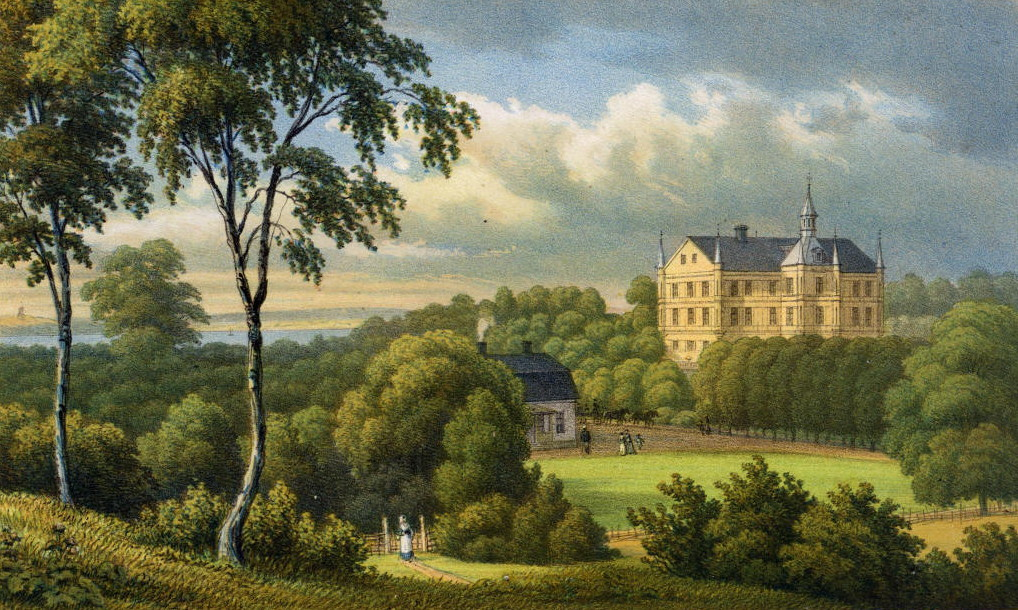
Torsåker slott, Upplands Väsby kommun
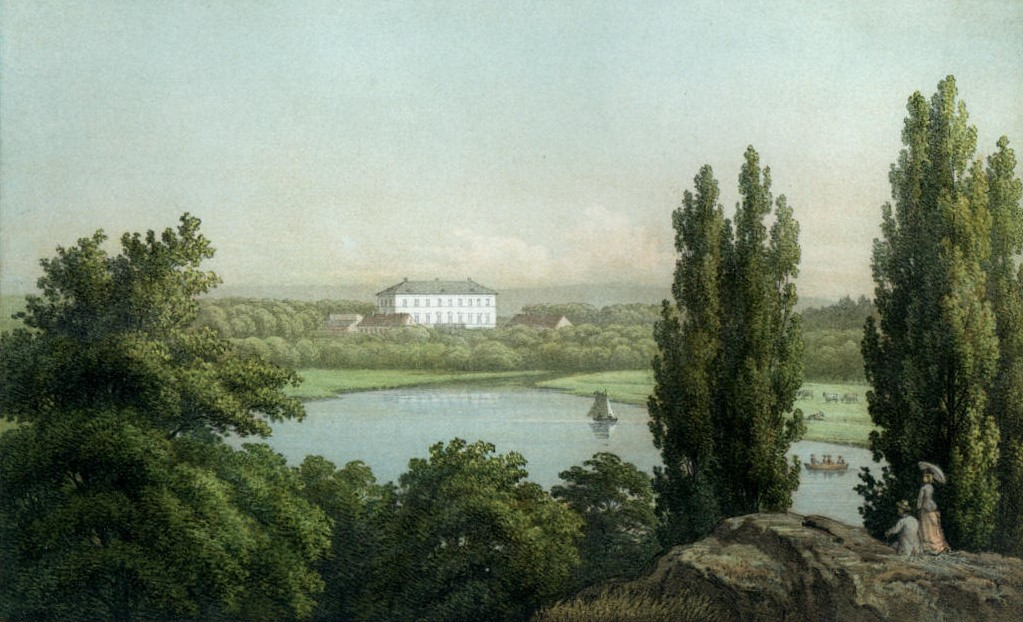
Ulfsunda slott, Stockholms kommun